# Acianthera aveniformis
Acianthera aveniformis là một loài phong lan.

## Hình ảnh

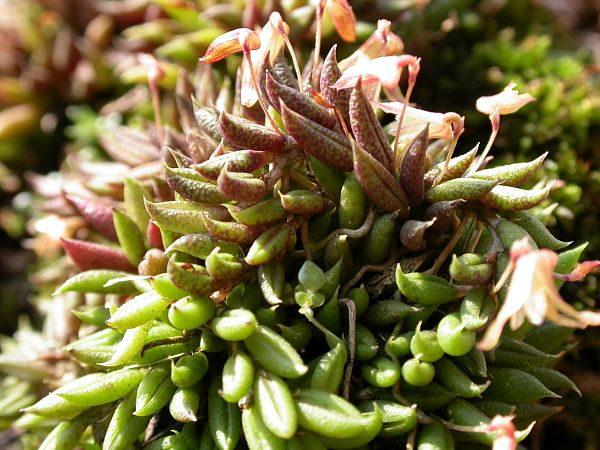
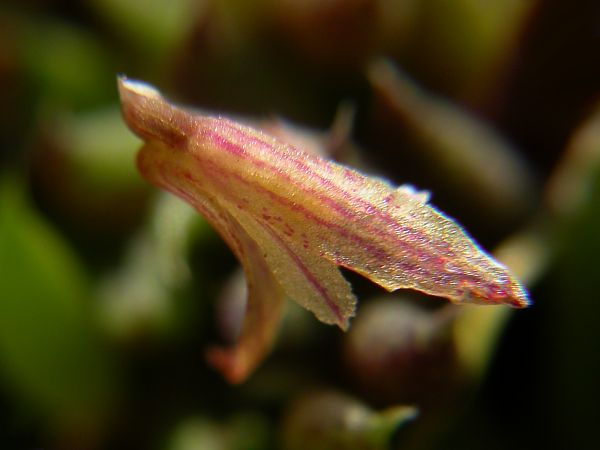
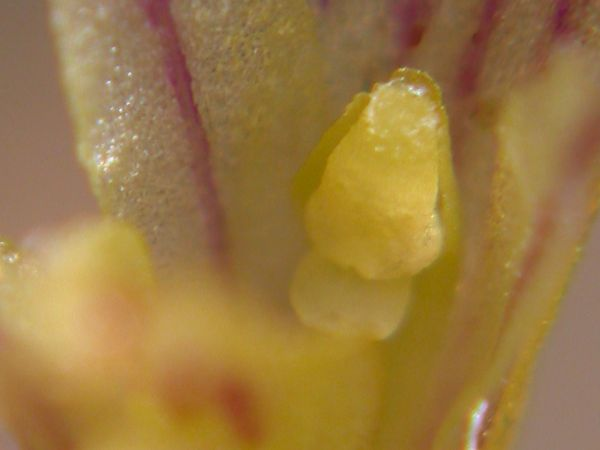
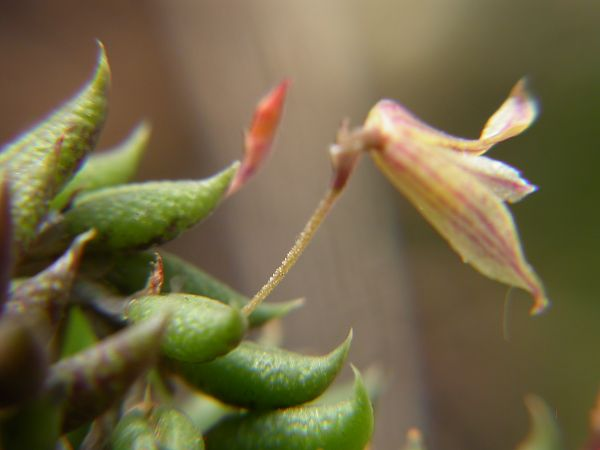